# Francesca Baudin
Francesca Baudin (* 25. November 1993 in Aosta) ist eine ehemalige italienische Skilangläuferin.

## Werdegang
Baudin nahm bis 2013 vorwiegend an Juniorenwettbewerben des Alpencups teil. Dabei gewann sie in der Saison 2012/13 in der U20-Gesamtwertung. In der Saison 2013/14 trat sie beim Alpencup an, bei den sie ein Rennen gewann und die Saison auf den ersten Platz in der Gesamtwertung beendete. Ihr erstes von 25 Weltcuprennen lief sie im März 2014 in Lahti, welches sie mit dem 39. Platz im Sprint abschloss. In der Saison 2014/15 lief sie bei der Tour de Ski 2015 auf den 33. Platz in der Gesamtwertung und holte dabei mit dem 27. Platz im 10-km-Massenstartrennen im Val di Fiemme ihre ersten Weltcuppunkte. Zudem kam sie in Östersund und in Drammen mit dem 24. Platz im Sprint letztmals im Weltcup in die Punkteränge und erreichte damit ihre beste Platzierung im Weltcupeinzel. Im Januar 2015 gewann sie bei den U23-Weltmeisterschaften in Almaty Gold im Sprint. Ihre besten Platzierungen bei den nachfolgenden Nordischen Skiweltmeisterschaften 2015 in Falun waren der 15. Platz im Sprint und der neunte Rang mit der Staffel. In der Saison 2016/17 kam sie im Alpencup neunmal unter die ersten Zehn, darunter jeweils einmal Platz eins, Platz zwei und Platz drei und erreichte damit den vierten Platz in der Gesamtwertung. Letztmals im Weltcup startete sie im Februar 2019 in Cogne, wobei sie den 43. Platz im Sprint errang.

## Erfolge

### Siege bei Continental-Cup-Rennen
| Nr. | Datum           | Ort         | Disziplin       | Serie    |
| --- | --------------- | ----------- | --------------- | -------- |
| 1.  | 11. Januar 2014 | Chamonix    | 10 km klassisch | Alpencup |
| 2.  | 15. März 2014   | Valdidentro | 10 km klassisch | Alpencup |
| 6.  | 8. Januar 2017  | Planica     | 10 km klassisch | Alpencup |

### Siege im Rollerski-Weltcup
| Nr. | Datum              | Ort           | Disziplin        |
| --- | ------------------ | ------------- | ---------------- |
| 1.  | 13. September 2018 | Monte Bondone | 2,5 km klassisch |

## Weltcup-Statistik
Die Tabelle zeigt die erreichten Platzierungen im Einzelnen.
- 1.–3. Platz: Anzahl der Podiumsplatzierungen
- Top 10: Anzahl der Platzierungen unter den ersten zehn
- Punkteränge: Anzahl der Platzierungen innerhalb der Punkteränge
- Starts: Anzahl gelaufener Rennen in der jeweiligen Disziplin
- Hinweis: Bei den Distanzrennen erfolgt die Einordnung gemäß FIS.

| Platzierung         | Distanzrennen a | Distanzrennen a | Distanzrennen a | Distanzrennen a | Distanzrennen a | Skiathlon Verfolgung | Sprint | Etappen- rennen b | Gesamt | Team   | Team    |
| Platzierung         | ≤ 5 km          | ≤ 10 km         | ≤ 15 km         | ≤ 30 km         | > 30 km         | Skiathlon Verfolgung | Sprint | Etappen- rennen b | Gesamt | Sprint | Staffel |
| ------------------- | --------------- | --------------- | --------------- | --------------- | --------------- | -------------------- | ------ | ----------------- | ------ | ------ | ------- |
| 1. Platz            |                 |                 |                 |                 |                 |                      |        |                   |        |        |         |
| 2. Platz            |                 |                 |                 |                 |                 |                      |        |                   |        |        |         |
| 3. Platz            |                 |                 |                 |                 |                 |                      |        |                   |        |        |         |
| Top 10              |                 |                 |                 |                 |                 |                      |        |                   |        |        |         |
| Punkteränge         |                 | 1               |                 |                 |                 |                      | 2      |                   | 3      |        | 1       |
| Starts              | 4               | 5               | 1               |                 |                 | 4                    | 10     | 2                 | 26     |        | 1       |
| Stand: Karriereende |                 |                 |                 |                 |                 |                      |        |                   |        |        |         |